# Cinturón de estaño del sureste asiático
El cinturón de estaño del sudeste asiático es una región rica en minerales que se extiende desde Myanmar (Birmania), pasando por Tailandia y la península de Malasia, hasta las islas Bangka Belitung (las "Islas del Estaño") en Indonesia. El cinturón tiene una longitud de 2800 km y una anchura aproximada de 400 km. Geológicamente, está asociado a una serie de intrusiones de granitoides que siguen la misma tendencia que el cinturón de estaño. Las intrusiones específicas asociadas a las mineralizaciones de estaño tienden a presentar altos contenidos de los siguientes elementos, en comparación con otras intrusiones: sílice, potasio, uranio, rubidio y torio. De igual manera, los granitoides asociados al estaño tienden a ser peraluminosos. A partir de la edad de los grantioides asociados, se infiere que la mineralización se produjo en diferentes fases, desde el Pérmico tardío (hace 263 millones de años) hasta el Mioceno temprano (hace 22 millones de años). Además de estaño, el cinturón también es rico en tungsteno. En 1995, las minas en el cinturón de estaño produjeron aproximadamente el 54% del estaño del mundo. La mayoría de los minerales de estaño y tungsteno se encuentran en vetas simples de origen hidrotermal, pero algunos minerales aparecen en patrones de vetas más complejos, como vetas laminadas o stockworks.